# Ivan Lenković
Ivan Lenković (?, - Otočec, kraj Novog Mesta, 22. lipnja 1569.), vrhovni kapetan Hrvatske i Slavonske krajine. Član je obiteljske grane Lenkovića koja se potkraj 15. stoljeća iselila pred naletima Osmanlija iz Like u Kranjsku. Obitelj je držala velike posjede između Kupe i Krke te neke posjede Brixenske biskupije.
Istaknuo se prilikom turske opsade Beča 1529. godine, a oko 1530. godine postao je zapovjednik konjaništva kranjskih državnih staleža. Od 1537. godine bio je dozapovjednik Bihaćke kapetanije, da bi najkasnije do 1539. godine postao Senjski kapetan te vođa uskoka na području od Senja do rijeke Save, a 12. svibnja 1546. godine postaje i kapetanom žumberačke kapetanije, te vođa žumberačkih uskoka. Tu dužnost obnaša do 1557. godine.
Godine 1553. načinio je nacrt obrane hrvatsko-slavonskih granica po kojem je izvršena organizacija Vojne krajine i koji je gotovo u potpunosti prihvaćen. Sudjelovao je s Nikolom Zrinskim u obrani Sigeta 1556. godine, a dvije godine kasnije obnavlja utvrđenja Senja i podiže tvrđavu Nehaj.
Godine 1556. imenovan je vrhovnim kapetanom Hrvatske i Slavonske krajine te se nastavio boriti protiv Turaka. Imao je sina, Jurja Lenkovića.